# مالكوم سنكلير
مالكوم سنكلير (بالسويدية: Malcolm Sinclair)‏ هو عسكري سويدي، ولد في 1691، وتوفي في 17 يونيو 1739.